# Eurybia dardus
Espèce
Eurybia dardus est un insecte lépidoptère appartenant à la famille  des Riodinidae et au genre Eurybia.

## Dénomination
Eurybia dardus a été décrit par Johan Christian Fabricius en 1787 sous le nom de Papilio dardus.

### Sous-espèces
- Eurybia dardus dardus; présent au Surinam, en Guyana et en Guyane
- Eurybia dardus annulata Stichel, 1910; présent en Colombie, en Équateur et au Pérou[1].

## Noms vernaculaires
Il se nomme Dardus Underleaf en anglais.

## Description
Eurybia dardus est de taille moyenne avec une envergure variant de 38 mm à 47 mm, les mâles étant plus petits que les femelles. Le dessus est de couleur marron clair avec aux antérieures un gros ocelle noir cerclé d'orange et une ligne submarginale de discrets ocelles foncés cerclés de jaune orangé, et aux postérieures la même ligne submarginale d'ocelles foncés cerclés de jaune orangé.
Le revers est plus clair avec la même ornementation.

## Biologie
Sa biologie n'est pas connue.

## Écologie et distribution
Eurybia dardus est présent dans le nord de l'Amérique du Sud, en Guyane, au Surinam, en Guyana, en Colombie, en Équateur et au Pérou.

### Biotope
Il réside dans la forêt tropicale humide.